# Loury
Loury ist eine französische Gemeinde mit 2.582 Einwohnern (Stand: 1. Januar 2022) im Département Loiret in der Region Centre-Val de Loire. Sie gehört zum Arrondissement Orléans, zum Kanton Fleury-les-Aubrais und zum Gemeindeverband La Forêt. Die Einwohner werden Louryens genannt.

## Geografie
Loury liegt etwa 15 Kilometer nordöstlich von Orléans. Der Forêt d’Orléans, ein etwa 150.000 Hektar großes Waldgebiet, liegt zum Teil im Gemeindegebiet. Hier entspringt das Flüsschen Bionne, das zur Loire entwässert. Umgeben wird Loury von den Nachbargemeinden Neuville-aux-Bois im Nordwesten und Norden, Chilleurs-aux-Bois im Norden und Nordosten, Sully-la-Chapelle im Osten und Südosten, Traînou im Südosten und Süden, Vennecy im Süden, Marigny-les-Usages im Südwesten, Rebréchien im Westen sowie Bougy-lez-Neuville im Nordwesten.

## Bevölkerungsentwicklung
| Jahr                       | 1962 | 1968 | 1975 | 1982 | 1990 | 1999 | 2006 | 2012 | 2022 |
| -------------------------- | ---- | ---- | ---- | ---- | ---- | ---- | ---- | ---- | ---- |
| Einwohner                  | 1024 | 1039 | 1082 | 1413 | 1810 | 1990 | 2425 | 2556 | 2582 |
| Quellen: Cassini und INSEE |      |      |      |      |      |      |      |      |      |

## Sehenswürdigkeiten
- Kirche Saint-Bon-et-Saint-Dulcide, ursprünglich aus dem 11. Jahrhundert, mit späteren Umbauten
- Windmühle von Epinay, seit 1988 Monument historique
- Schloss Loury, heutiges Rathaus, früher Burganlage
- Schloss La Roncière aus dem 17. Jahrhundert, mit Umbauten aus dem 19. Jahrhundert
- Schloss Coudreceau aus dem 18. Jahrhundert
- Schloss La Chesnaye aus dem 18. Jahrhundert
- Schloss L’Ermitage aus dem 19. Jahrhundert
- Schloss Les Saint-Germains aus dem 19. Jahrhundert
- Handwerks- und Forstmuseum
- Windmühle von Epinay, Monument historique

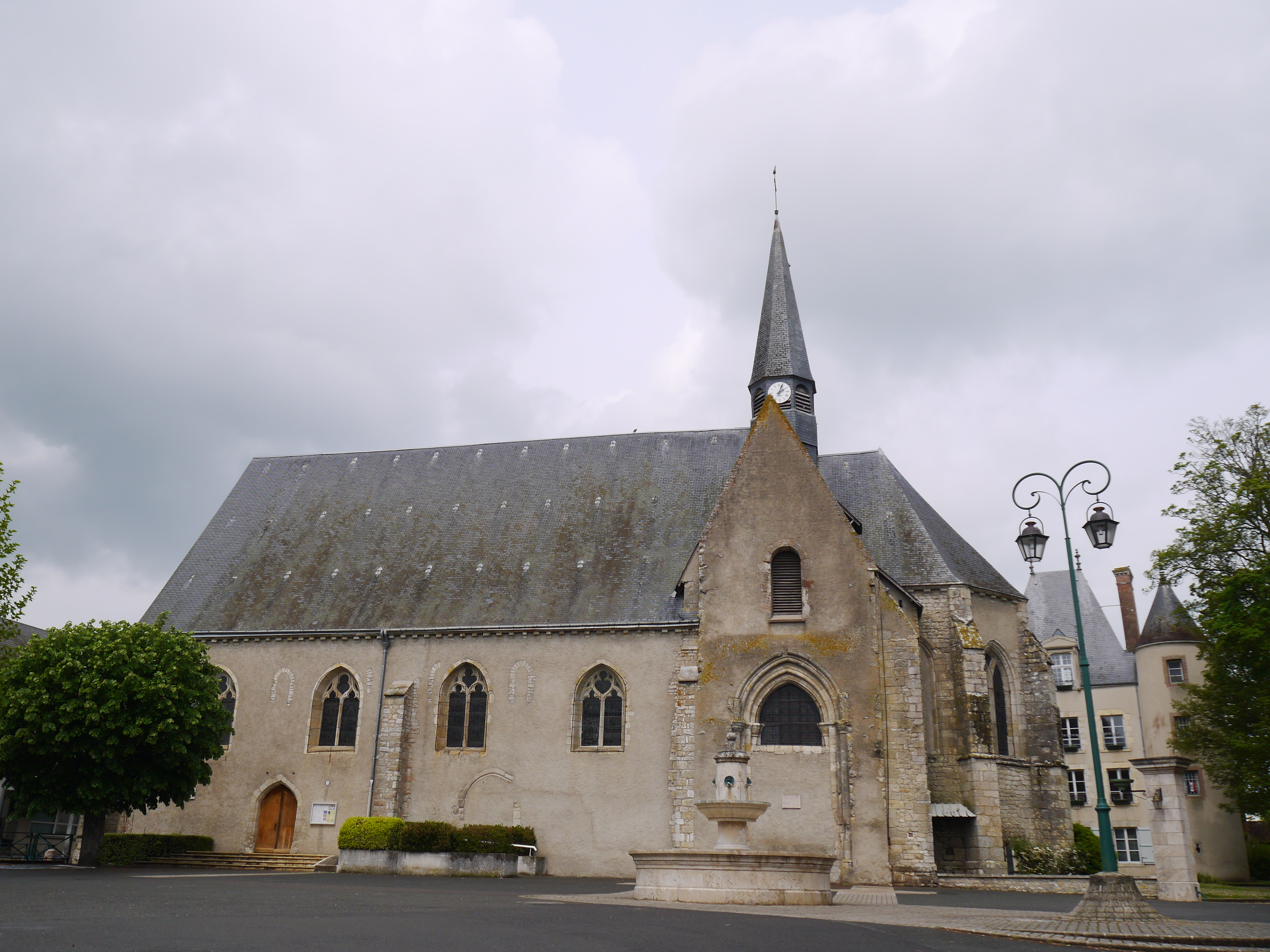
Kirche Saint-Bon-et-Saint-Dulcide
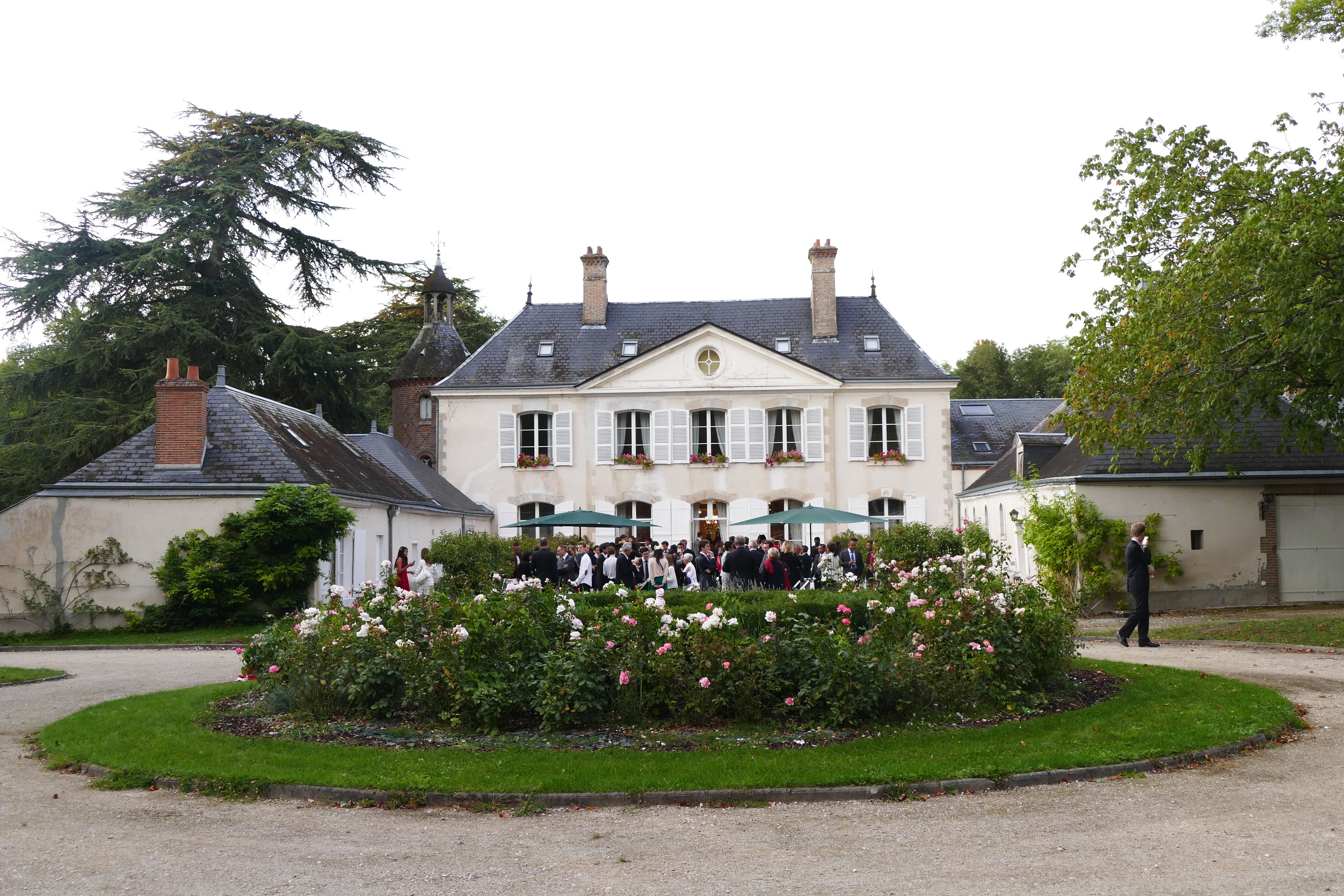
Schloss La Chesnaye
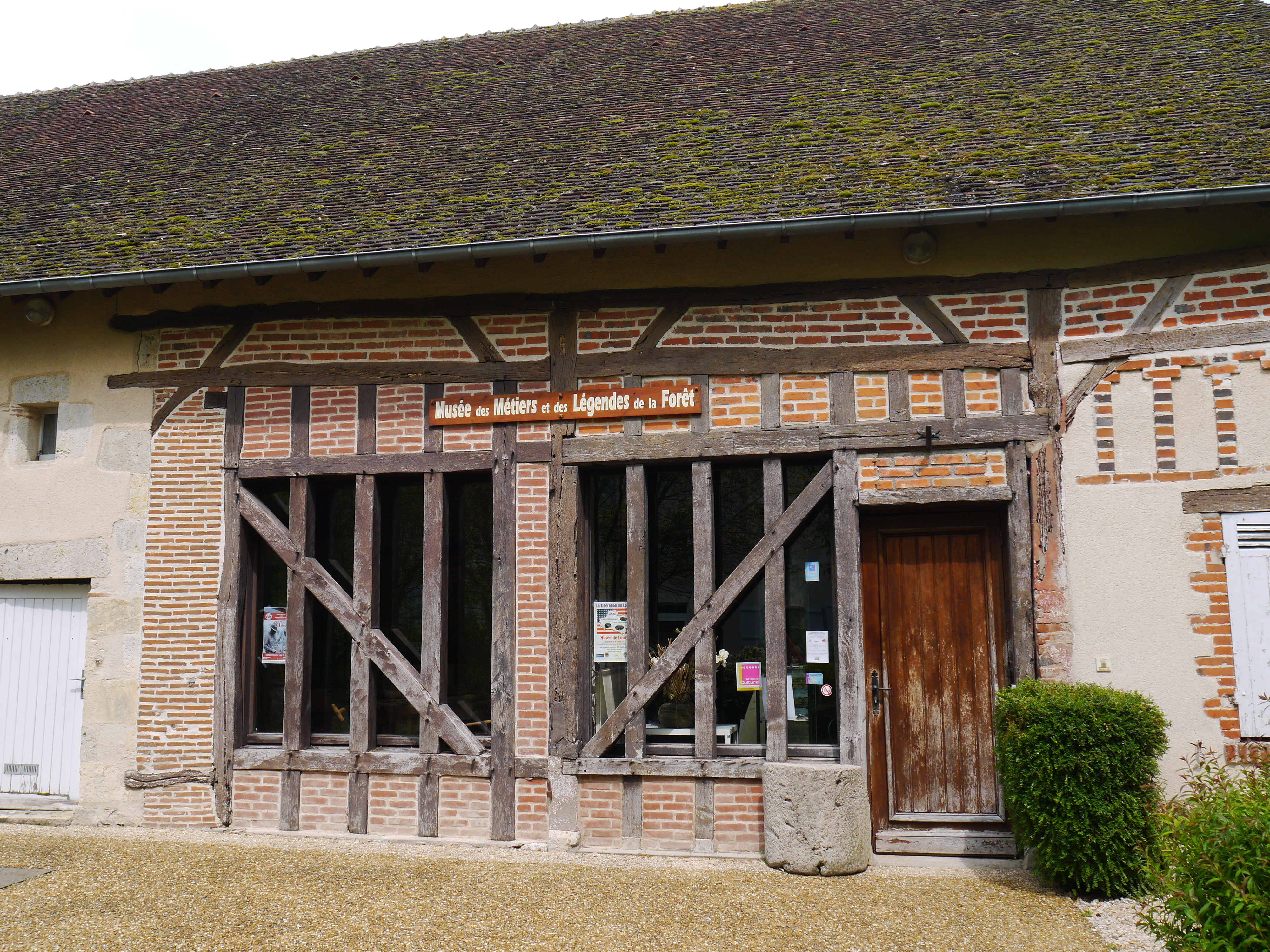
Handwerks- und Forstmuseum
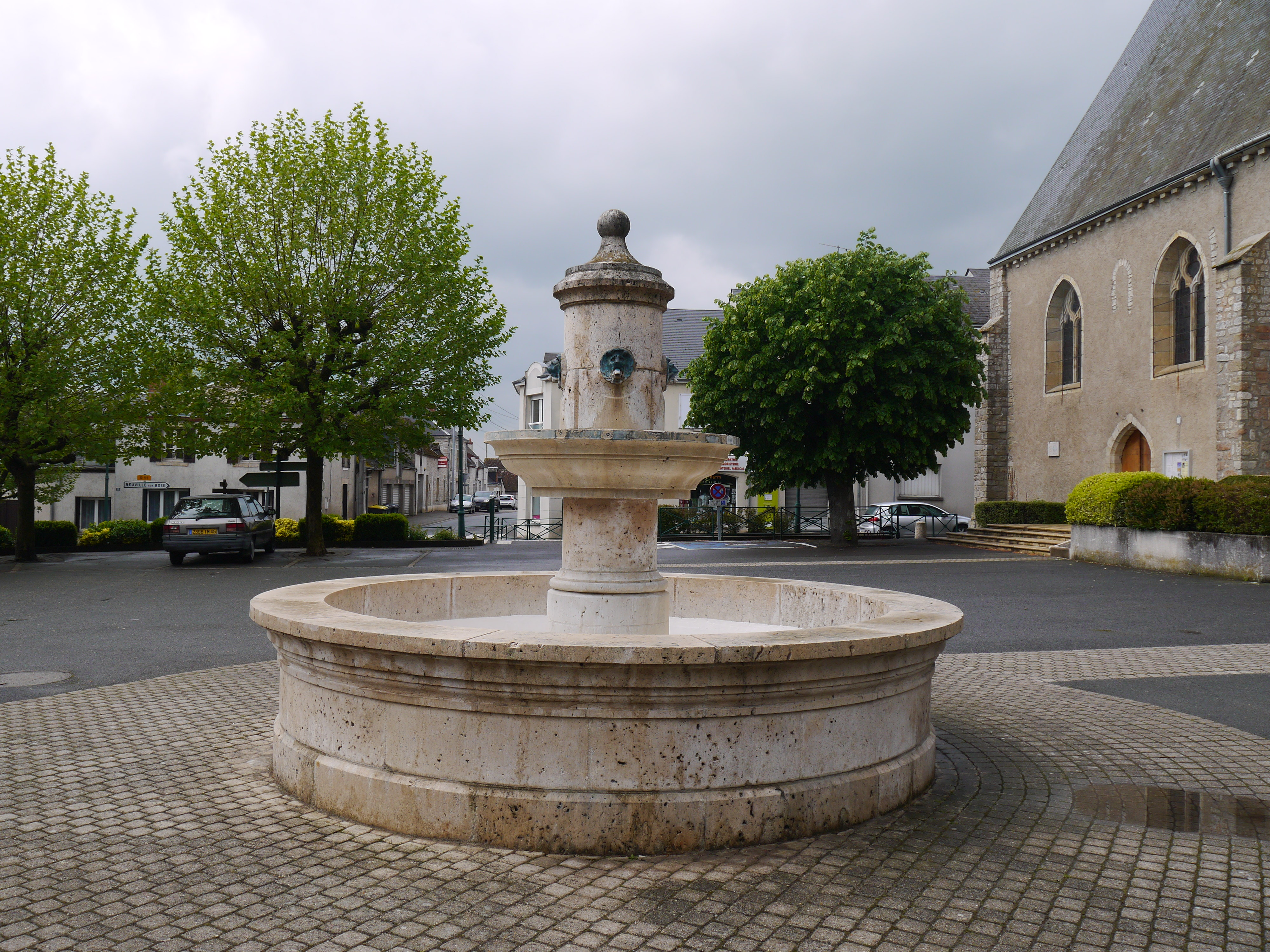
Brunnen vor der Kirche
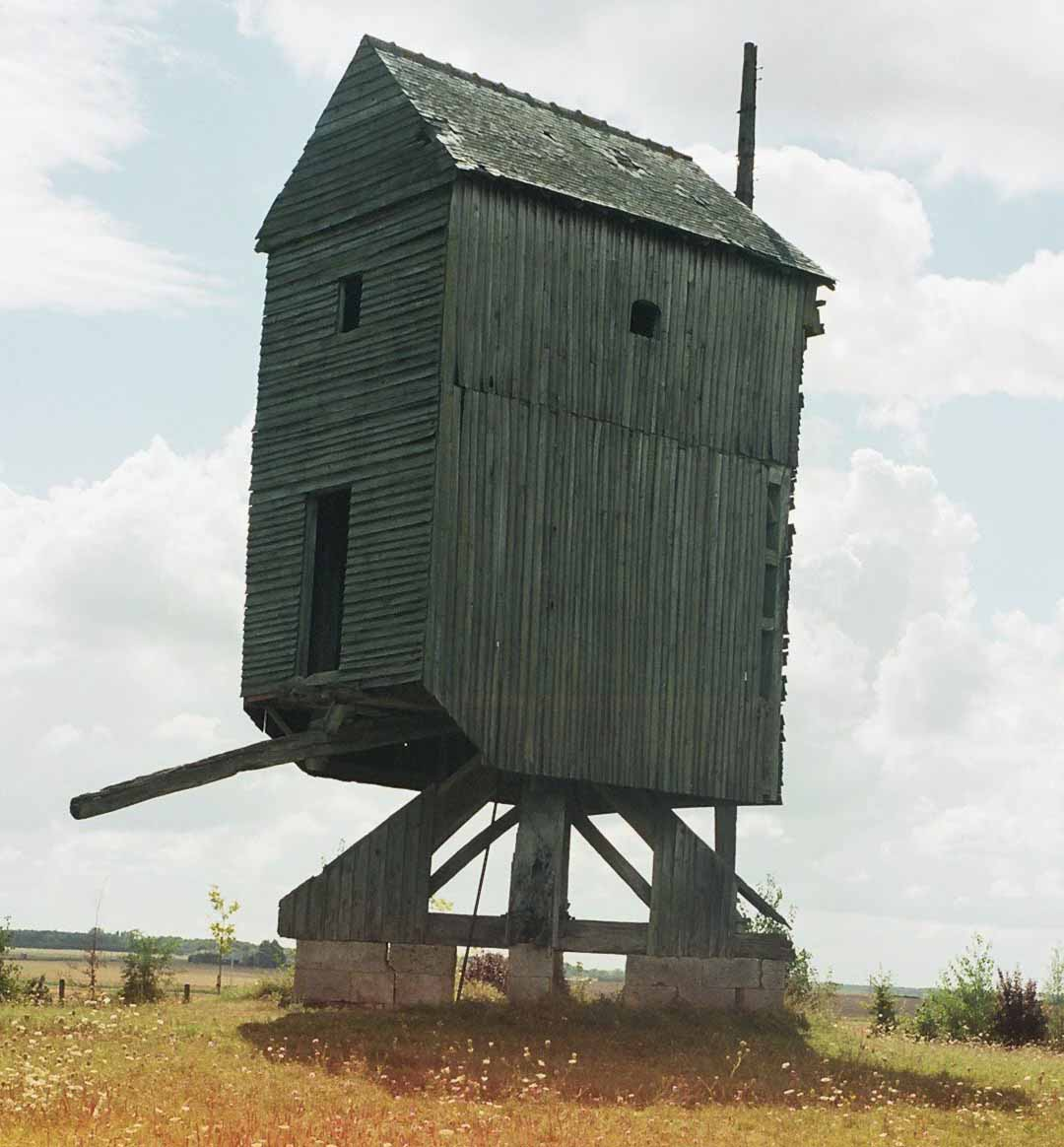
Windmühle von Epinay

## Gemeindepartnerschaft
Mit der deutschen Gemeinde Lobbach in Baden-Württemberg besteht seit 1996 eine Partnerschaft.

## Persönlichkeiten
- Hubert Curien (1924–2005), Physiker und Forschungsminister